# Don Miguel de Gijón y León

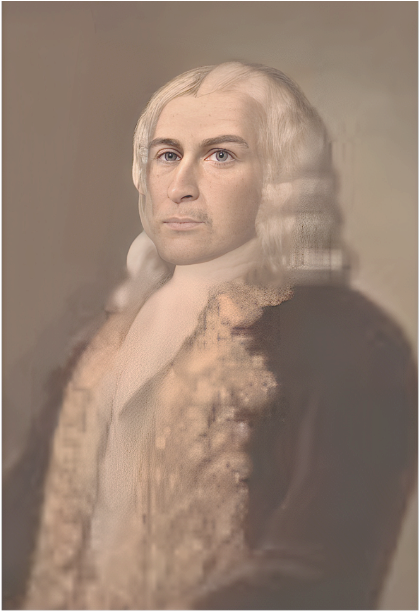
Don Miguel de Jijón y León

Don Miguel de Gijón y León, conde de Casa Gijón in einer anderen Schreibweise auch Don Miguel de Jijón y León (* 28. September 1717 in Cayambe (Pichincha, Ecuador); † 11. September 1794 auf Jamaika) war ein hispanoamerikanischer Geschäftsmann, Adeliger, und Vertrauter von Pablo de Olavide.

## Leben und Wirken
Er war der Sohn des Gral. Cristóbal de Jijón y Oronoz (1682–ca. 1733), Corregidor de Otavalo y Alcalde de Quito im Jahre 1724 und der Doña Manuela de León y Chiriboga (1687–1741). Die Eltern wurden am 22. Februar 1706 in Riobamba, (Chimborazo in Ecuador) getraut. Das Paar hatte insgesamt sieben Söhne und eine Tochter. Miguel de Gijón war der Zweite Sohn. Unweit von Otavalo besaßen die Eltern, neben weiteren Grundbesitzungen, eine Hacienda namens San José de Peguche. Auch eine Tuchfabrik gehörte zu den Besitzungen der Familie.
Seine frühe schulische Bildung erhielt er durch Präzeptoren, preceptores. Nach dem Tod des Vaters übernahm er zeitweise die Verwaltung des Familienbesitzes und nach dem Tode der Mutter endgültig. In der Zeitspanne der Verwaltung durch seine Mutter waren aber die Ländereien und Produktionsstätten in einem schlechten Zustande. Durch geliehenes Geld von seinem Verwandten Clemente Sánchez de Orellana (1707–1782) konnte er die Produktion wieder aufnehmen und sie ab 1741 erfolgreich weiterführen.
In Bogotá erwarb Don Miguel de Gijón Smaragde, die er später in Cartagena verkaufte, nicht ohne den Unbill und Zorn der dortigen Edelsteinhändler auf sich zu ziehen. Den Gewinn durch den Verkauf reinvestierte er in seine Projekte in Quito. In Bogotá, freundete er sich mit dem amtierenden Vizekönig Sebastián de Eslava y Lazaga (1684–1759) an.
Er war ein Gründungsmitglied und war in der Folge erster Vorsitzender der berühmten Escuela de la Concordia und arbeitete als Sekretär des Eugenio Espejo. Espejo von Hause aus Arzt und Jurist war ein Vordenker der Unabhängigkeit während der spanischen Kolonialherrschaft im späteren Ecuador.
Im Jahre 1751 entschloss er sich, in das Mutterland Spanien über eine südliche Route um das Kap Horn zu reisen, um bei dieser Gelegenheit Lima aufzusuchen. Dort blieb er ein Jahr aber nicht nur aufgrund einer sehr schweren Krankheit, sondern auch aus diversen Handelsabsichten. In dieser Zeit machte Don Miguel de Gijón mit dem späteren Freund Pablo de Olavide. Im Jahre 1752 änderte er seine Meinung hinsichtlich der Reiseroute und beschloss, über Paita, auf einer nördlichen Route zu segeln.
Die Reise gestaltete sich als schwierig, der anstrengende Landweg und Seeweg, zunächst ein robuster Pfad über Panama nach Cartagena und schließlich nach Havanna waren nur einige der Hindernisse. Schließlich erreichte er Cádiz im Mutterland. Dort angekommen war aber sein finanzielles Vermögen erheblich geschrumpft. In Madrid im Jahre 1754 traf er erneut mit Pablo de Olavide zusammen. Im Jahre 1756 lebte er im Zentrum von Madrid in der Carrera de San Jerónimo. Er setzte sich intensiv mit den Ideen der französischen Aufklärung auseinander. Aber auch mit Pedro Pablo de Aranda pflegte er befreundeten Umgang. Auch zum Ritter des Santiagoordens, Caballero de la Orden de Santiago wurde im Jahre 1756 geschlagen.
Im Jahre 1771 kaufte er ein Stück Land in der Gemeinde von Málaga, er nannte es La Carolina Malagueña und begann es zu urbanisieren, die Bevölkerung nannte das Barrio kurz „Nuevo Mundo“, aus Anerkennung und wegen der Herkunft ihres Gründers. In dieser Stadt Málaga organisierte er, zu Ehren des spanischen Königs Karl III. von Spanien, den Bau eben des neuen Viertels heute als La Carolina Malagueña bekannt. Der König belohnte ihn seine Verdienste. Durch einen königlichen Erlass vom 3. Juni 1784 wurde Don Miguel de Gijón der nicht vererbbare Titel eines Conde de Casa Jijón y Vizconde de la Carolina Malagueña verliehen.
Im Frühjahr 1767 ernannte ihn der Finanzminister, Secretario de Estado de Hacienda Miguel de Múzquiz y Goyeneche (1719–1785) zum Insolvenzverwalter über das Vermögen des Colegio Imperial de Madrid, das von den Jesuiten übernommen worden waren. Im Juni des gleichen Jahres hielt er sich in den Nuevas Poblaciones de Sierra Morena y Andalucía auf. Nachdem er im Jahre 1776 Spanien verlassen musste und fand er Zuflucht in Frankreich. Während seines Aufenthaltes kam er in Kontakt zu den Ideen der französischen Aufklärung, er war mit Denis Diderot befreundet und kannte darüber hinaus auch John Adams. John Adams war erstmals am 15. Februar 1778 bis zum 17. Juni 1779 in Frankreich und Paris. Im Januar 1780 traf Don Miguel de Gijón mit Diderot zusammen so, dass Diderot noch vor seiner ersten Begegnung mit dem entflohenen de Olavadie in Paris im Jahre 1781, über die Auswirkungen der spanischen Inquisition erfuhr. Dies verursachte große Bestürzung unter den Denkern der Aufklärung. Diderot schrieb eine Biographie über de Olavide in der Correspondance littéraire, philosophique et critique.
Ab dem Jahre 1754 lebte er in Madrid, wo er als ein enger Freund von Pablo de Olavide galt. Im Jahre 1776 wurde er Mitglied in der Sociedades económicas de amigos del país in Madrid. Im April des Jahres 1777 hielt er einen Vortrag mit dem Thema Die Verwendung des Thermometers für Seidenraupenzucht, El uso del termómetro para la cría de los gusanos de seda.
Im Jahre 1790 sollte Don Miguel de Gijón vor ein Gericht in Lima gestellt werden, er habe hierzu innerhalb der nächsten vier Monate zu erscheinen oder er würde eine Verhaftung riskieren. Da er vermutete, dass er den Prozess vor dem Gericht in Lima zu verlieren würde, entschied er sich zu Flucht. Zusammen mit seinem Bruder Manuel und seinem Neffen Tomás Gijón y Chiriboga, die ihn begleiteten, begab sich der nunmehr dreiundsiebzigjährige Don Miguel de Gijón über den Marañón zum Dorf Ega, das auf portugiesischem Hoheitsgebiet in Brasilien lag.
Er starb unverheiratet während seiner Flucht aus dem Vizekönigreich Neugranada in Richtung Spanien auf der westindischen Insel Jamaika an einem tragischen Unfall.

## Werke (Auswahl)
- El uso del termómetro para la cría de los gusanos de seda. 1777.
- Noticia circunstanciada del cultivo del algarrobo que en ella se hace.
- Informe para las reglas de la elaboración de un Monte de Piedad para socorrer a los labradores.